# Marktbrunnen (Ludwigsburg)

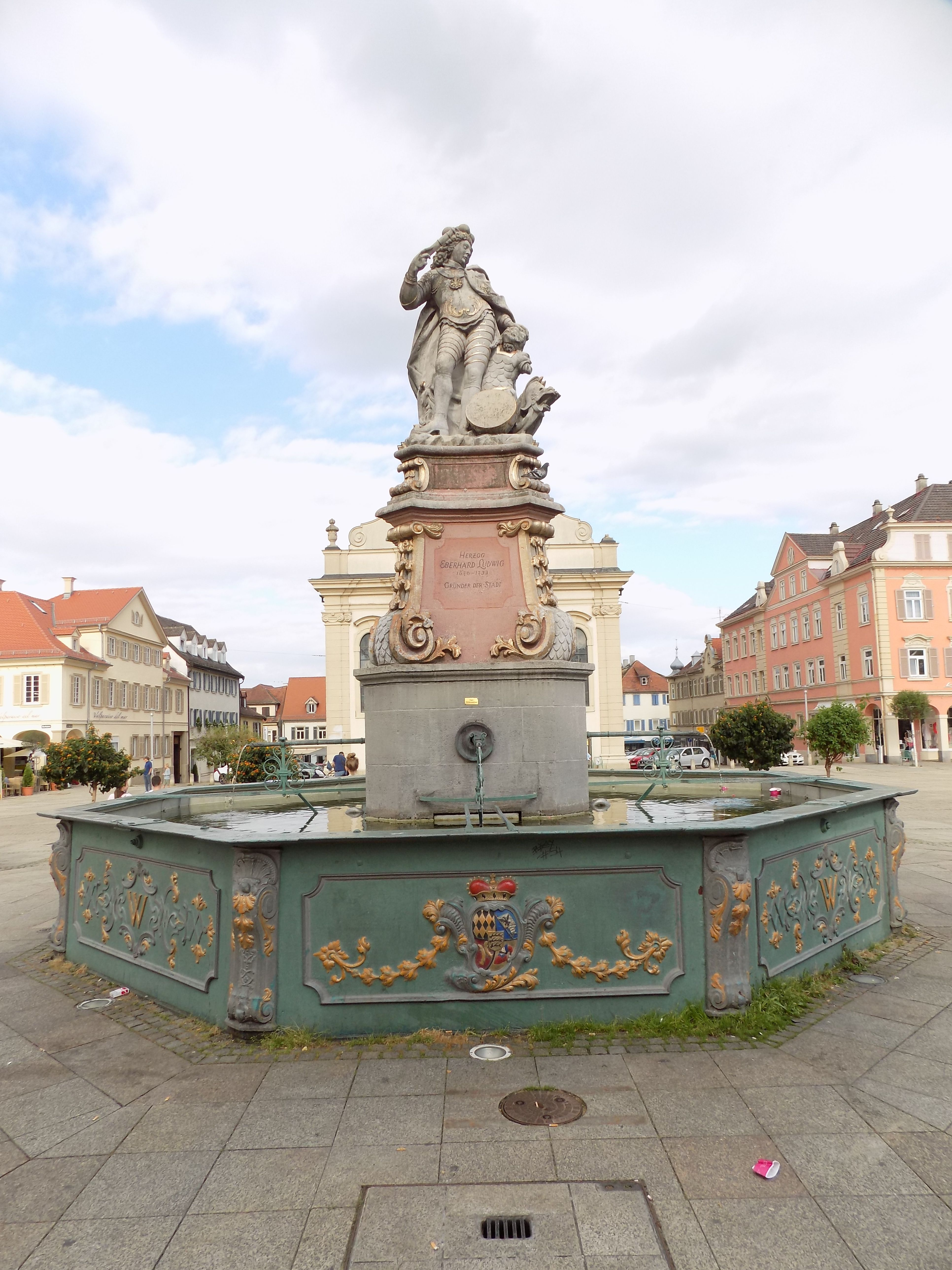
Marktbrunnen in Ludwigsburg

Der unter Denkmalschutz stehende Marktbrunnen steht auf dem Marktplatz der baden-württembergischen Stadt Ludwigsburg.

## Geschichte
Das Denkmal bildet den Gründer der Stadt Ludwigsburg, Herzog Eberhard Ludwig (1676 bis 1733), ab. Er hält den Marschallstab hoch, der ihn als Marschall des Reiches ausweist.
Die Denkmalstatue wurde 1723 von dem Bildhauer Carlo Feretti erstellt. Der Brunnentrog, auf dem sie steht, hat der Eisengießer Christian Neubert gefertigt.